# 111468 Alba Regia
111468 Alba Regia este un asteroid din centura principală de asteroizi.

## Descriere
111468 Alba Regia este un asteroid din centura principală de asteroizi. A fost descoperit pe 23 decembrie 2001 la Piszkesteto de Krisztián Sárneczky și Gábor Fûrész. Asteroidul prezintă o orbită caracterizată de o semiaxă mare de 3,02 ua, o excentricitate de 0,18 și o înclinație de 8,0° în raport cu ecliptica.